# Stefan Šćepović
Stefan Šćepović (in serbo Cтeфaн Шћeпoвић?; Belgrado, 10 gennaio 1990) è un calciatore serbo, attaccante dell'OFK Belgrado.

## Biografia
È il fratello di Marko Šćepović e il figlio di Slađan Šćepović.

## Caratteristiche tecniche
Di ruolo centravanti, dispone di ottima fisicità oltre che di buona tecnica e velocità. Il suo altruismo fa sì che lui sia bravo anche nel giocare di sponda e fornire assist.

## Carriera

### Club

#### OFK Belgrado
Cresciuto nelle giovanili del Partizan e dell'OFK Belgrado, debutta a 18 nella massima serie serba, ovvero nella Superliga, durante la stagione 2007-2008 giocando 4 partite.
Nel luglio 2008 viene ceduto in prestito al FK Mladi Radnik, club che milita nella seconda serie serba (Prva liga Srbija), dove però viene adoperato solo in 2 partite.
Per questo motivo viene ceduto in prestito nel gennaio 2009 al FK Sopot, che milita nella terza serie serba (Srpska liga), dove gioca 11 partite segnando 4 gol.
Nell'estate 2009 ritorna all'OFK Belgrado e in metà campionato disputa 12 partite segnando un gol nel derby contro il Rad Belgrado.

#### Sampdoria
Il 21 gennaio 2010 si trasferisce, in prestito con diritto di riscatto, alla Sampdoria.
Viene convocato per la prima volta in prima squadra in occasione di Siena-Sampdoria del 7 febbraio 2010 senza però scendere in campo.
Il 28 febbraio 2010 esordisce in Serie A giocando da titolare la partita Parma-Sampdoria 1-0, a causa delle assenze di Pazzini, Cassano e Pozzi.
L'11 aprile 2010 marca la sua seconda presenza in Serie A, subentrando al 57' all'infortunato Cassano nel 102º Derby della Lanterna (finito 1 a 0 per i blucerchiati).

#### Club Bruges e Kortrijk
Nella notte del 9 luglio 2010 il Club Bruges ne annuncia l'acquisto.
In seguito il Club Bruges lo manda in prestito al KV Kortrijk, dove all'esordio il 5 febbraio 2011 va subito a segno nella gara comunque persa 2-1 contro il Verslag Westerlo. Rimane comunque l'unico gol della sua stagione. A fine prestito ritorna infatti al Club Bruges.
Il 27 settembre 2011, nonostante il suo contratto sarebbe scaduto nel 2013, il giocatore e la società decidono di rescindere il contratto, lasciando così il giovane attaccante svincolato all'inizio della stagione 2011/2012.

#### Hapoel Akko
Si trasferisce in Israele, all'Hapoel Akko di Acri. Realizza 13 reti in 31 presenze, e la squadra si piazza al nono posto in classifica.

#### Partizan Belgrado
L'8 giugno 2012 sigla un contratto di 2 anni con il Partizan Belgrado, squadra nella quale ha iniziato la sua carriera professionistica, dove giocherà affiancando il fratello Marko Šćepović.
Al primo appuntamento ufficiale della stagione va subito a segno nella partita di andata del secondo turno valida per i preliminari di Champions League vinta 4-1 in trasferta contro la Valletta.

### Nazionale
L'esordio con la maglia della Serbia Under-21 avviene il 18 novembre 2009 nella partita amichevole contro la Danimarca, siglando 2 dei 3 gol realizzati dalla Serbia. Nel 2012 riceve la convocazione nella nazionale maggiore della Serbia.

## Statistiche

### Presenze e reti nei club
Statistiche aggiornate al 30 novembre 2024.
| Stagione              | Squadra               | Campionato            | Campionato | Campionato | Coppe nazionali | Coppe nazionali | Coppe nazionali | Coppe continentali | Coppe continentali | Coppe continentali | Altre coppe | Altre coppe | Altre coppe | Totale | Totale | Totale |
| Stagione              | Squadra               | Comp                  | Pres       | Reti       | Comp            | Pres            | Reti            | Comp               | Pres               | Reti               | Comp        | Pres        | Reti        | Pres   | Reti   |        |
| --------------------- | --------------------- | --------------------- | ---------- | ---------- | --------------- | --------------- | --------------- | ------------------ | ------------------ | ------------------ | ----------- | ----------- | ----------- | ------ | ------ | ------ |
| 2007-2008             | OFK Belgrado          | SL                    | 4          | 0          | CS              | 0               | 0               | -                  | -                  | -                  | -           | -           | -           | 4      | 0      |        |
| 2008-gen. 2009        | Mladi Radnik          | PL                    | 2          | 0          | CS              | 0               | 0               | -                  | -                  | -                  | -           | -           | -           | 2      | 0      |        |
| gen.-giu. 2009        | Sopot                 | 3L                    | 11         | 4          | -               | -               | -               | -                  | -                  | -                  | -           | -           | -           | 11     | 4      |        |
| 2009-gen. 2010        | OFK Belgrado          | SL                    | 12         | 1          | CS              | 1               | 0               | -                  | -                  | -                  | -           | -           | -           | 13     | 1      |        |
| Totale OFK Belgrado   | Totale OFK Belgrado   | Totale OFK Belgrado   | 16         | 1          |                 | 1               | 0               |                    | -                  | -                  |             | -           | -           | 17     | 1      |        |
| gen.-giu. 2010        | Sampdoria             | A                     | 2          | 0          | CI              | -               | -               | -                  | -                  | -                  | -           | -           | -           | 2      | 0      |        |
| 2010-gen. 2011        | Club Bruges           | D1                    | 4          | 0          | CB              | 0               | 0               | UEL                | 3                  | 1                  | -           | -           | -           | 7      | 1      |        |
| gen.-giu. 2011        | Kortrijk              | D1                    | 5+3        | 1          | CB              | -               | -               | -                  | -                  | -                  | -           | -           | -           | 8      | 1      |        |
| 2011-2012             | Hapoel Akko           | Lh                    | 25+6       | 11+2       | CI+CdL          | 0               | 0               | -                  | -                  | -                  | -           | -           | -           | 31     | 13     |        |
| 2012-gen. 2013        | Partizan              | SL                    | 14         | 8          | CS              | 1               | 0               | UCL+UEL            | 4+6                | 1+0                | -           | -           | -           | 25     | 9      |        |
| gen.-giu. 2013        | Ashdod                | Lh                    | 6+7        | 4+2        | CI+CdL          | -               | -               | -                  | -                  | -                  | -           | -           | -           | 13     | 6      |        |
| 2013-2014             | Sporting Gijón        | SD                    | 39+2       | 23         | CR              | 0               | 0               | -                  | -                  | -                  | -           | -           | -           | 41     | 23     |        |
| 2014-2015             | Celtic                | SP                    | 18         | 3          | SC+CdL          | 1+2             | 0               | UEL                | 4                  | 2                  | -           | -           | -           | 25     | 5      |        |
| ago. 2015             | Celtic                | SP                    | 1          | 0          | SC+CdL          | 0               | 0               | UCL                | 0                  | 0                  | -           | -           | -           | 1      | 0      |        |
| Totale Celtic         | Totale Celtic         | Totale Celtic         | 19         | 3          |                 | 3               | 0               |                    | 4                  | 2                  |             | -           | -           | 26     | 5      |        |
| ago. 2015-2016        | Getafe                | PD                    | 34         | 6          | CR              | 2               | 0               | -                  | -                  | -                  | -           | -           | -           | 36     | 6      |        |
| 2016-2017             | Getafe                | SD                    | 24+1       | 3          | CR              | 1               | 0               | -                  | -                  | -                  | -           | -           | -           | 26     | 3      |        |
| Totale Getafe         | Totale Getafe         | Totale Getafe         | 58+1       | 9          |                 | 3               | 0               |                    | -                  | -                  |             | -           | -           | 62     | 9      |        |
| 2017-gen. 2018        | Sporting Gijón        | SD                    | 15         | 4          | CR              | 1               | 1               | -                  | -                  | -                  | -           | -           | -           | 16     | 5      |        |
| Totale Sporting Gijón | Totale Sporting Gijón | Totale Sporting Gijón | 54+2       | 27         |                 | 1               | 1               |                    | -                  | -                  |             | -           | -           | 57     | 28     |        |
| gen.-giu. 2018        | Fehérvár              | NB I                  | 14         | 6          | MK              | -               | -               | UEL                | -                  | -                  | -           | -           | -           | 14     | 6      |        |
| 2018-gen. 2019        | Fehérvár              | NB I                  | 2          | 1          | MK              | 0               | 0               | UCL+UEL            | 4+0                | 0                  | -           | -           | -           | 6      | 1      |        |
| Totale MOL Vidi       | Totale MOL Vidi       | Totale MOL Vidi       | 16         | 7          |                 | 0               | 0               |                    | 4                  | 0                  |             | -           | -           | 20     | 7      |        |
| gen.-giu. 2019        | Jagiellonia           | EK                    | 6          | 0          | CP              | 1               | 0               | UEL                | -                  | -                  | -           | -           | -           | 7      | 0      |        |
| 2020                  | Machida Zelvia        | J2                    | 31         | 1          | -               | -               | -               | -                  | -                  | -                  | -           | -           | -           | 31     | 1      |        |
| mar.-giu. 2021        | Malaga                | SD                    | 13         | 3          | CR              | -               | -               | -                  | -                  | -                  | -           | -           | -           | 13     | 3      |        |
| 2021-2022             | AEL Limassol          | A                     | 21+9       | 6+4        | CC              | 4               | 0               | UECL               | 4                  | 3                  | -           | -           | -           | 38     | 13     |        |
| 2022-feb. 2023        | AEL Limassol          | A                     | 10         | 0          | CC              | 1               | 0               | -                  | -                  | -                  | -           | -           | -           | 11     | 0      |        |
| Totale AEL Limassol   | Totale AEL Limassol   | Totale AEL Limassol   | 40         | 10         |                 | 5               | 0               |                    | 4                  | 3                  |             | -           | -           | 49     | 13     |        |
| feb.-giu. 2023        | Brisbane Roar         | AL                    | 10         | 1          | CA              | -               | -               | -                  | -                  | -                  | -           | -           | -           | 10     | 1      |        |
| 2023-2024             | Muangthong Utd        | T1                    | 25         | 10         | CT+CdL          | 2+5             | 1+2             | -                  | -                  | -                  | -           | -           | -           | 32     | 13     |        |
| 2024-2025             | PAS Giannina          | SL2                   | 11         | 3          | CG              | 2               | 2               | -                  | -                  | -                  | -           | -           | -           | 13     | 5      |        |
| Totale carriera       | Totale carriera       | Totale carriera       | 387        | 107        |                 | 24              | 6               |                    | 25                 | 7                  |             | -           | -           | 436    | 120    |        |

### Cronologia presenze e reti in nazionale
| Cronologia completa delle presenze e delle reti in nazionale ― Serbia | Cronologia completa delle presenze e delle reti in nazionale ― Serbia | Cronologia completa delle presenze e delle reti in nazionale ― Serbia | Cronologia completa delle presenze e delle reti in nazionale ― Serbia | Cronologia completa delle presenze e delle reti in nazionale ― Serbia | Cronologia completa delle presenze e delle reti in nazionale ― Serbia | Cronologia completa delle presenze e delle reti in nazionale ― Serbia | Cronologia completa delle presenze e delle reti in nazionale ― Serbia |
| Data                                                                  | Città                                                                 | In casa                                                               | Risultato                                                             | Ospiti                                                                | Competizione                                                          | Reti                                                                  | Note                                                                  |
| --------------------------------------------------------------------- | --------------------------------------------------------------------- | --------------------------------------------------------------------- | --------------------------------------------------------------------- | --------------------------------------------------------------------- | --------------------------------------------------------------------- | --------------------------------------------------------------------- | --------------------------------------------------------------------- |
| 29-2-2012                                                             | Nicosia                                                               | Cipro                                                                 | 0 – 0                                                                 | Serbia                                                                | Amichevole                                                            | -                                                                     |                                                                       |
| 26-5-2012                                                             | San Gallo                                                             | Spagna                                                                | 2 – 0                                                                 | Serbia                                                                | Amichevole                                                            | -                                                                     | 75’                                                                   |
| 31-5-2012                                                             | Reims                                                                 | Francia                                                               | 2 – 0                                                                 | Serbia                                                                | Amichevole                                                            | -                                                                     |                                                                       |
| 5-6-2012                                                              | Solna                                                                 | Svezia                                                                | 2 – 1                                                                 | Serbia                                                                | Amichevole                                                            | -                                                                     | 46’                                                                   |
| 11-10-2013                                                            | Novi Sad                                                              | Serbia                                                                | 2 – 0                                                                 | Giappone                                                              | Amichevole                                                            | -                                                                     | 60’                                                                   |
| 15-10-2013                                                            | Jagodina                                                              | Serbia                                                                | 5 – 1                                                                 | Macedonia                                                             | Qual. Mondiali 2014                                                   | 1                                                                     | 62’                                                                   |
| 15-11-2013                                                            | Dubai                                                                 | Russia                                                                | 1 – 1                                                                 | Serbia                                                                | Amichevole                                                            | -                                                                     | 63’                                                                   |
| 5-3-2014                                                              | Dublino                                                               | Irlanda                                                               | 1 – 2                                                                 | Serbia                                                                | Amichevole                                                            | -                                                                     | 86’                                                                   |
| Totale                                                                |                                                                       | Presenze                                                              | 8                                                                     |                                                                       | Reti                                                                  | 1                                                                     |                                                                       |

## Palmarès

### Club

#### Competizioni nazionali
- Coppa di Lega scozzese: 1

Celtic: 2014-2015
- Campionato scozzese: 1

Celtic: 2014-2015
- Campionato ungherese: 1

Videoton: 2017-2018